# Stanisław Moskalewski

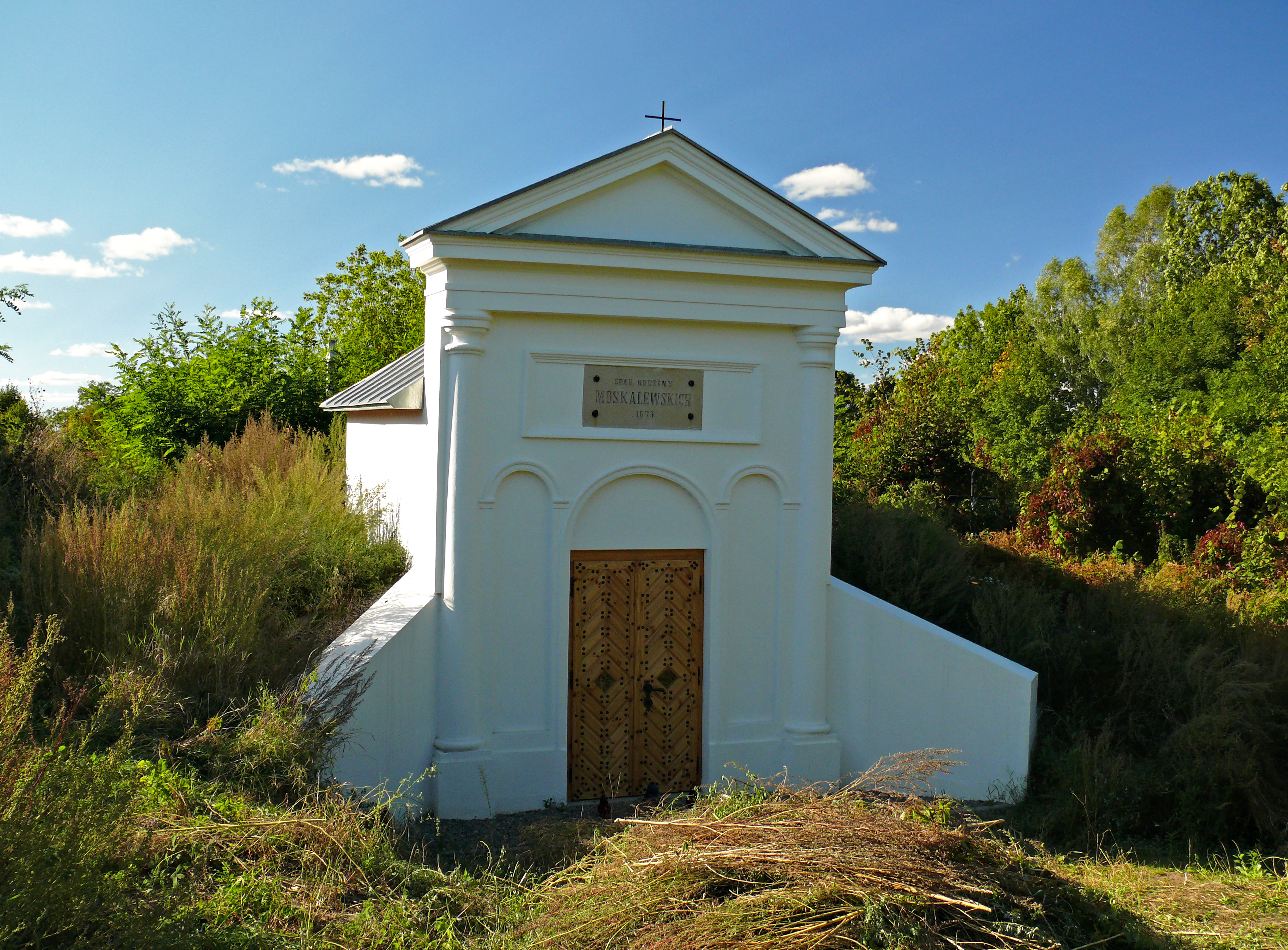
Kaplica grobowa rodziny Moskalewskich w Garbowie

Stanisław Witalis Moskalewski (ur. 28 kwietnia 1876 w Sieprawkach – zm. 6 września 1936 w Poznaniu) – polski polityk, działacz państwowy i społecznik. Polityk Narodowej Demokracji. W latach 1919–1926 wojewoda lubelski.

## Życiorys
Urodził się 28 kwietnia 1876 roku w Sieprawkach, w zubożałej rodzinie szlacheckiej. Jego ojciec Feliks był prezesem pierwszej spółdzielni rolniczej. Kształcił się w IV Gimnazjum w Warszawie, ale z powodu gruźlicy przerwał naukę. Następnie pracował na stanowiskach: leśniczego, sekretarza klucza zwierzynieckiego, naczelnika Wydziału Dochodów Stałych w Zarządzie Głównym Ordynacji Zamoyskich.
W 1898 roku rozpoczął konspiracyjną działalność polityczną. W 1901 roku został członkiem Ligi Narodowej, a następnie Stronnictwa Narodowo-Demokratycznego. W 1902 roku uczestniczył w Zjeździe LN i SDN odbywającym się w Krakowie. Został komisarzem Ligi na południową Lubelszczyznę. Organizował punkt przerzutowy dla polskich organizacji społeczno-politycznych i prasy narodowej głównie „Przeglądu Wszechpolskiego” i „Polaka”. Zajmował się wytyczaniem tras przemytu nielegalnej prasy oraz zapewnieniem bezpieczeństwa konspiratorom. Dla kurierów sporządzał specjalne „ornaty”, czyli ubiory maskujące kształt przemytników – pozwalające ukryć ok. 250-350 egzemplarzy „Polaka” lub 150-200 egzemplarzy „Przeglądu Wszechpolskiego”. Jako pracownik Ordynacji Zamoyskich zakładał na terenie guberni lubelskiej: kółka rolnicze, rolnicze spółdzielnie i spółki głównie wikliniarskie i tkackie, ochotnicze straże pożarne, kasy pożyczkowe, czytelnie ludowe. Od 1905 roku brał udział w akcji wprowadzania języka polskiego do szkół i urzędów gminnych. W grudniu 1905 roku współorganizował Zjazd Włościan Polskich. Za swoją działalność był pod stałym nadzorem policji carskiej, miał częste rewizje. Zagrożony aresztowaniem, gdy w trybie administracyjnym otrzymał wyrok trzech lat pozbawienia wolności, wyjechał do Galicji. Powrócił po ogłoszeniu amnestii.
Po wybuchu I wojny światowej udał się na tereny dzisiejszej Ukrainy gdzie z nominacji Władysława Grabskiego został pełnomocnikiem Centralnego Komitetu Obywatelskiego na obszar guberni kijowskiej, a później całej Ukrainy, gdzie opiekował się cywilną ludnością polską, starając się zapewnić godziwe warunki egzystencji oraz organizację polskiego szkolnictwa i harcerstwa. Zajmował się także pomocą w organizacji i zaopatrzeniu polskich jednostek wojskowych tworzonych na terenie Rosji i Ukrainy. W ten sposób znacznie przyczynił się do powstania korpusu gen. Dowbór-Muśnickiego i dywizji gen. Osińskiego, organizując dlań fundusze. W 1916 roku był współtwórcą Rady Okręgowej Towarzystwa Pomocy Ofiar Wojny z siedzibą w Kijowie. W 1917 roku został członkiem Rady Polskiej Zjednoczenia Międzypartyjnego z siedzibą w Moskwie, na czele, której stał Stanisław Wojciechowski. W okresie pertraktacji pokojowych rosyjsko-niemieckich w Brześciu nad Bugiem (I-II 1918) wchodził w skład delegacji jako delegat reprezentujący interesy ludności polskiej, faktycznie będąc agentem Ligi Narodowej i Komitetu Narodowego Polskiego zbierającym informacje o przebiegu i kulisach konferencji. To tam właśnie zdobył informację o tajnym aneksie do układu pokojowego w sprawie podziału Galicji Wschodniej i Bukowiny. W ostatnich miesiącach 1918 roku jego staraniem, z terenu Ukrainy powróciło do kraju 18 tys. Polaków.
Był członkiem sekcji południowej okręgu lubelskiego Towarzystwa Oświaty Narodowej. W lipcu 1917 roku został członkiem Rady Polskiej Zjednoczenia Międzypartyjnego w Moskwie. 
Był pełnomocnikiem Obywatelskiego Komitetu Wykonawczego Obrony Państwa i przewodniczącym Wojewódzkiego Komitetu Obrony Państwa w Lublinie w 1920 roku.
Równolegle w latach 1923–1926 Nadzwyczajny Komisarz Oszczędnościowy przy Prezesie Rady Ministrów (rządy Władysława Grabskiego i Aleksandra Skrzyńskiego), który zajął się redukcją wydatków administracyjnych. Nadzwyczajny Komisarz Oszczędnościowy Stanisław Moskalewski rychło obdarzony został przez urzędników przezwiskiem Moskalini, w krótkim czasie zwolnił 29 tysięcy pracowników państwowych. Akcja oszczędnościowa napotykała jednak opory. Nie powiodła się próba likwidacji Ministerstwa Robót Publicznych. Na tle sporów o wysokość wydatków wojskowych doszło do dymisji generała Kazimierza Sosnkowskiego, którego 17 lutego 1924 roku zastąpił Władysław Sikorski.
Zdymisjonowany ze stanowiska wojewody po przewrocie majowym, pod koniec października 1926 roku.
Od 1928 roku prezes Polskiego Czerwonego Krzyża w Poznaniu. Pochowany w rodzinnym grobowcu na starym cmentarzu rzymskokatolickim w Garbowie.

## Ordery i odznaczenia
- Krzyż Komandorski Orderu Odrodzenia Polski (2 maja 1922)[7][8]